# サンフランシスコ・オークランド・ベイブリッジ

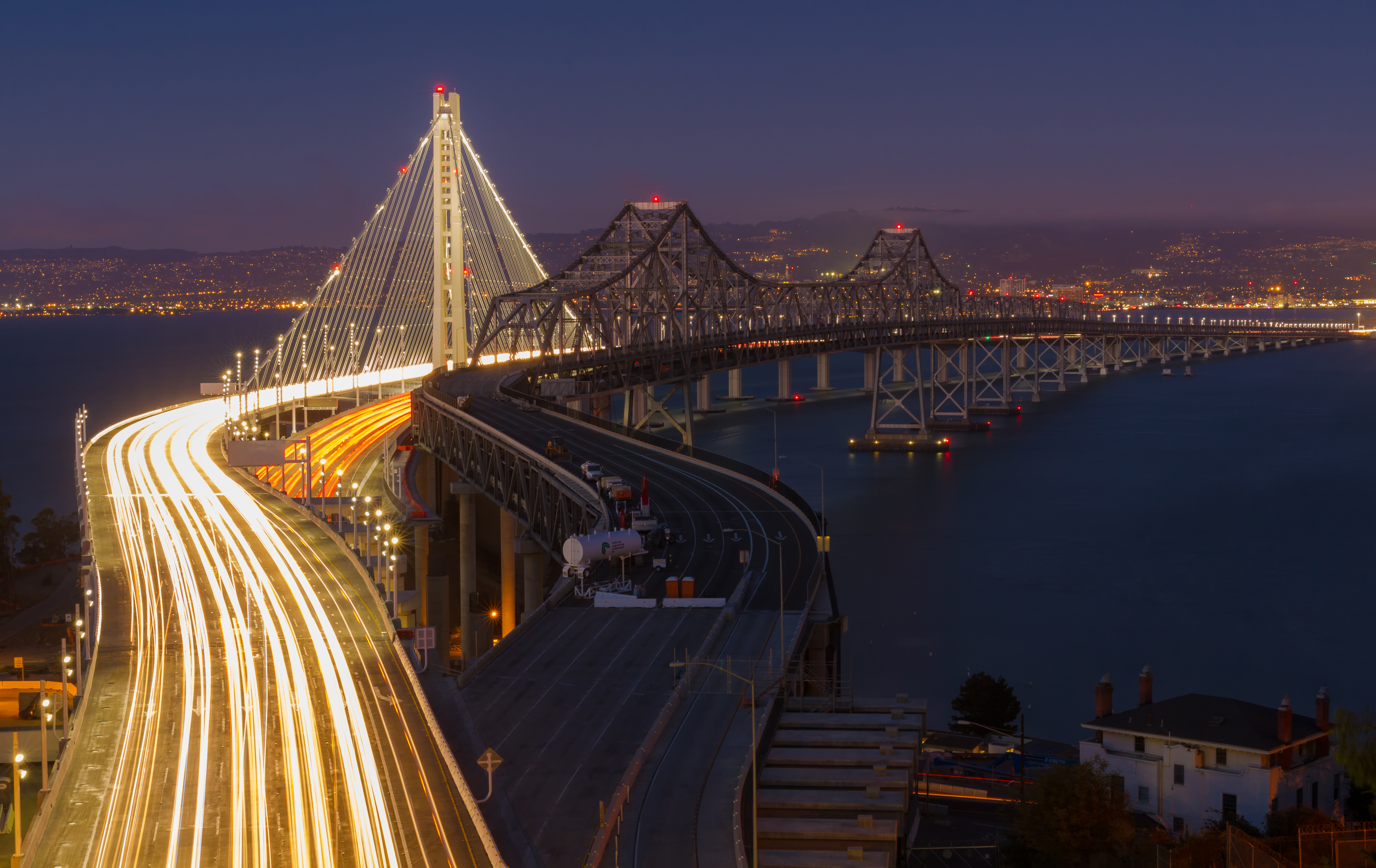
架け替えにより並立するサンフランシスコ・オークランド・ベイブリッジ（2013年9月撮影）

サンフランシスコ・オークランド・ベイブリッジ（英語:  San Francisco-Oakland Bay Bridge、法的な正式名称はThe James 'Sunny Jim' Rolph Bridge）は、アメリカ合衆国カリフォルニア州のサンフランシスコ市とオークランド市を接続する橋。地元では単にBay Bridge（ベイブリッジ）と呼ばれる。
1936年11月12日に開通し、現在も世界で最も幅が広い橋。デッキ部分の幅が総計で78.740メートルあり、自動車用の車線が10本および4.724メートル幅(15.5-ft)の自転車道および中央部の段差やパイロンなども含めてその幅になっている。
なお、長らく「世界一長い吊り橋」でもあったが、1988年4月に瀬戸大橋が開通し「世界一長い吊橋」の座はそちらに譲った。
州間高速道路80号線が通過し、一日に270,000台の交通量がある。オークランドからサンフランシスコに渡る場合のみ、4ドル徴収される。通行料はFasTrakというETCでの支払いも可能で、専用レーンも存在する。

## 歴史
- 1872年　アメリカ合衆国初代皇帝を自称したジョシュア・ノートンがサンフランシスコとオークランドを結ぶ橋の建設を命じる。
- 1936年11月12日　鉄道道路併用橋として開通。当時の通行料金は65セントだった。
- 1939年1月15日　電車（サザンパシフィックとキー・システムによる）の運行を開始。
- 1958年4月20日　電車の運行が廃止。
- 1963年10月　自動車専用橋に変更され、上のデッキが西行の5車線に、下のデッキが東行の5車線に変更された。
- 1972年9月　橋の混雑緩和のためにBARTが建設され、運行を開始。
- 1989年10月17日　ロマ・プリータ地震。サンフランシスコ・オークランド・ベイブリッジの一部が崩壊。
- 2002年1月29日　ヤーバ・ブエナ島より東側の区間の架け替え工事が開始された。2013年に完成。
- 2007年4月29日　オークランドの橋の出口付近にあるインターチェンジでタンクローリーが横転し、道路が完全に溶けた関係でヤーバ・ブエナ島より東側で通行止めとなる。復旧まで数ヶ月かかり、車で通勤する数十万人に大きな打撃を与えていた。
- 2013年　架け替え工事完了。